# 牧山
牧山是臺灣中央山脈中段的一座高山，位於南投縣仁愛鄉親愛村與信義鄉地利村交界，海拔3239.3公尺，隸屬中央山脈主脊西側的干卓萬山塊，為臺灣百岳之一。山頂立有三等三角點，南側有若干面積介於數十至數百平方公尺的小湖泊。其山脊與西北方的干卓萬山，以及東南方的萬東山西峰相連，地勢平坦寬闊，地表皆為玉山箭竹構成的矮竹原，攀登干卓萬群峰的登山者多會沿著這道山脊順訪此山，該山亦因此名列六易之一；該稜線也形成一道分水嶺，阻隔北邊濁水溪水系的萬大南溪，以及同屬濁水溪水系，源自該山南側的卡社溪。
日治時期，牧山被視作干卓萬山東南稜線上的一座小山頭，並未留有詳細的文字記錄。戰後登山家蔡景璋、林文安等多人攀登干卓萬山時，才首次以南干卓萬山之名稱呼這座山。「牧山」一名，始見於登山家王雲卿編著的《台灣山岳一覽表》，但名稱原意已不可考。